# Taeniura lessoni
Taeniura lessoni is een vissensoort uit de familie van de pijlstaartroggen (Dasyatidae). De wetenschappelijke naam van de soort is voor het eerst geldig gepubliceerd in 2016 door Last, White & Naylor.